# Anika Hampel
Anika Hampel (* 23. Oktober 2003 in Gelnhausen, Deutschland) ist eine deutsche Handballspielerin, die für den deutschen Bundesligisten Buxtehuder SV aufläuft.

## Karriere

### Im Verein
Hampel begann das Handballspielen in Langenselbold beim Turnverein 1886 Langenselbold, der zur Saison 2015/16 mit der TGS Niederrodenbach die Jugendspielgemeinschaft JSG Buchberg bildete. Ab dem Sommer 2019 lief die Rückraumspielerin für die 2. Mannschaft des 1. FSV Mainz 05  in der 3. Liga auf, jedoch war sie weiterhin per Doppelspielrecht für die B-Jugend der JSG Buchberg spielberechtigt. Zu Beginn der Saison 2020/21 rückte Hampel als Perspektivspielerin in den Kader der Mainzer Bundesligamannschaft und entwickelte sich im Verlauf ihrer ersten Bundesligasaison, in der sie 49 Treffer erzielte, zur Stammspielerin. Im Sommer 2021 wechselte sie zum Ligakonkurrenten HSG Bad Wildungen. Seit dem Sommer 2024 läuft sie für den Bundesligisten Buxtehuder SV auf.

### In Auswahlmannschaften
Hampel lief für die Landesauswahl des Hessischen Handball-Verbandes auf. Beim Deutschland-Cup 2019, dem Abschlussturnier der Landesauswahlmannschaften, wurde Hampel in das All-Star-Team berufen. Anschließend gehörte sie dem Kader der deutschen U 17-Jugendnationalmannschaft an. Ihr erstes Turnier für Deutschland war die U-19-Europameisterschaft 2021, bei der sie 21 Tore erzielte. Ein Jahr später verpasste sie aufgrund einer COVID-19-Infektion zwar die Vorrundenspiele der U-20-Weltmeisterschaft 2022, kam aber in den restlichen fünf Turnierspielen zum Einsatz und erzielte 25 Treffer für die deutsche Auswahl.